# Non (film)
Pour les articles homonymes, voir Non.
Pour plus de détails, voir Fiche technique et Distribution.
Non ('Οχι, Ochi) est un film grec réalisé par Dimitris Dadiras et sorti en 1969.
Meilleure production et meilleure photographie au festival du cinéma grec 1969 et meilleure photographie pour l'Association des critiques grecs

## Synopsis
La fille de l'ambassadeur italien en Grèce est amoureuse d'un officier de l'armée grecque, Dimitris Nikolaou. Ils sont séparés par la guerre italo-grecque puis par l'attaque allemande. L'officier S.S qui a réquisitionné la maison de Nikolaou tombe amoureux de la fille de l'ambassadeur italien. Elle le repousse. Nikolaou quant à lui est entré dans la résistance grecque. Après la reddition italienne, l'ambassadeur est arrêté, Nikolaou aussi. Les deux hommes sont fusillés ensemble.

## Fiche technique
- Titre : Non
- Titre original : 'Οχι (Ochi)
- Réalisation : Dimitris Dadiras
- Scénario : Antonis David, Stamatis Filippoulis (el)
- Photographie : Dimitris Papakonstadis
- Montage : Pavlos Filippou (it)
- Musique : Gerasimos Lavranos (el)
- Scénographie : Dionysis Fotopoulos (el)
- Producteur : James Paris (el)
- Société de production : Art Film
- Pays d'origine :  Grèce
- Langue : Grec
- Format : Couleur
- Genre : Film dramatique, Film d'action, Film historique, Film de guerre
- Durée : 165 minutes (2 h 45)
- Dates de sortie :
  -  Grèce : 13 octobre 1958

## Distribution
- Kostas Prekas (el) : Dimitris Nikolaou
- Vera Krouska (el) : Stella Salvatore
- Christos Politis (el) : Lieutenant Schweitzer
- Grigoris Vafias : Iason Nikolaou
- Dimitris Bislanis (el) : le commandant allemand
- Stephanos Stratigos : le major grec
- Giorgos Moschidis (el)